# Отолиты

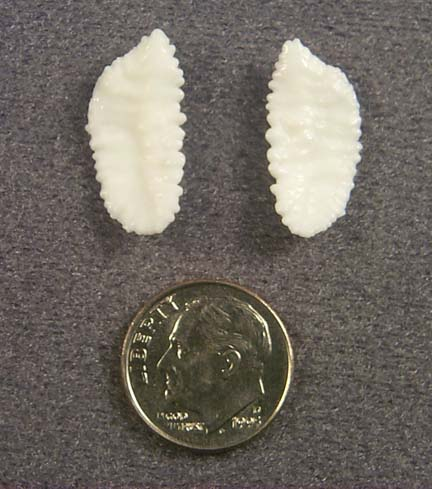
Отолиты Тихоокеанская треска|тихоокеанской трески (Gadus macrocephalus)

Отолиты (от греч. οὖς, (род. п. ωτος) — «ухо» и λἰθος — «камень»), или статолиты (от греч. στατός — «неподвижный») — твёрдые образования, расположенные на поверхности клеток, воспринимающих различные механические раздражения; часть органа равновесия у некоторых беспозвоночных и всех позвоночных, включая человека.
Отолиты могут быть продуктом секреторной деятельности клеток или заносятся извне — например, у рака отолитами служат песчинки. Отолиты млекопитающих обычно представляют собой удлинённые, длиной до 10 мкм, и шириной 1—3 мкм, кристаллы кальцита. Смещение отолитов при изменении положения тела и влиянии ускорений вызывает механическое раздражение подлежащих волосковых рецепторных клеток и появление соответствующих нервных импульсов, поступающих в мозг.
На наноуровне отолиты человека демонстрируют структурно определённые неорганические/органические субъединицы (нанокомпозиты) различного порядка (мозаичная структура). Таким образом, отолиты также характеризуются как нанокомпозиты, контролируемые мозаикой. Внутренняя структура состоит из объемно-плотной и наноструктурно более упорядоченной структуры в форме гантелей (ветвей), окруженной менее плотной и наноструктурно менее упорядоченной внешней структурой.